# 2a etapa del Tour de França de 2009
La 2a etapa del Tour de França de 2009 es disputà el diumenge 5 de juliol de 2009 entre Mònaco i Brignoles i un total de 182 km. El britànic Mark Cavendish guanyà l'etapa a l'esprint.

## Perfil de l'etapa
Etapa que durant els primers quilòmetres recorre el litoral de la Costa Blava, per una vegada arribada a Canha de Mar entrar terra endins per trobar un terreny ondulat. Els ciclistes han de superar 4 dificultats muntanyoses, la primera d'elles de 3a categoria (km 8,5) i les altres tres de 4a categoria (km 49,5; km 81,5 i km 129).

## Desenvolupament de l'etapa
Només sortir de Mònaco Samuel Dumoulin fa el primer atac, el qual és seguit per Fabian Wegmann, Rinaldo Nocentini i Amets Txurruka, però a 1,5 km del cim de la Turbie, els escapats són agafats per Tony Martin, que passarà en primera posició pel cim. Stef Clement, Cyril Dessel, Jussi Veikkanen i Stéphane Augé aconsegueixen escapar-se del gran grup al km 13, passant amb 1 minut i 25 segons d'avantatge a l'esprint intermedi de Niça. Al cim de la cota de Roquefort-les-Pins, de 4a categoria, els quatre escapats ja disposen de 3 minuts i 35 segons i a la cota de Tourmon compten amb 4 minuts i 30 segons. Veikkanen passarà el primer a les tres cotes de 4a categoria, aconseguint d'aquesta manera el mallot de la muntanya.
A partir de l'esprint de Lorgues el Team Columbia-HTC, equip del gran favorit per a la victòria final, el britànic Mark Cavendish inicia la caça dels escapats, els quals seran agafats a poc més de 10 km per al final d'etapa. En aquell mateix moment serà el rus Mikhaïl Ignàtiev el que marxarà en solitari, però la seva aventura s'acabà a manca de 5 km.
L'arribada fou accidentada, ja que a 750 metres de l'arribada Koldo Fernández pren malament una corba i provoca una caiguda que fa que el gran grup es trenqui i que bona part dels esprintadors perdin tota possibilitat de lluitar per a la victòria final. Aquest no és el cas del gran favorit, Mark Cavendish, el qual podrà disputar i guanyar l'esprint de manera molt clara a Tyler Farrar i Romain Feillu, aconseguint al mateix temps el mallot verd dels punts.
La classificació general no pateix cap canvi significatiu i sols cal destacar que Jussi Veikkanen es converteix en el primer ciclista finès en vestir un mallot distintiu del Tour de França.

## Esprints intermedis
| 1r | Stéphane Augé | 6 pts |
| 2n | Cyril Dessel  | 4 pts |
| 3r | Stef Clement  | 2 pts |

| 1r | Stef Clement  | 6 pts |
| 2n | Stéphane Augé | 4 pts |
| 3r | Cyril Dessel  | 2 pts |

| 1r | Stef Clement  | 6 pts |
| 2n | Cyril Dessel  | 4 pts |
| 3r | Stéphane Augé | 2 pts |

## Ports de muntanya
| 1r | Tony Martin     | 4 pts |
| 2n | Markus Fothen   | 3 pts |
| 3r | Laurent Lefevre | 2 pts |
| 4t | Leonardo Duque  | 1 pts |

| 1r | Jussi Veikkanen | 3 pts |
| 2n | Cyril Dessel    | 2 pts |
| 3r | Stéphane Augé   | 1 pts |

| 1r | Jussi Veikkanen | 3 pts |
| 2n | Stéphane Augé   | 2 pts |
| 3r | Cyril Dessel    | 1 pts |

| 1r | Jussi Veikkanen | 3 pts |
| 2n | Cyril Dessel    | 2 pts |
| 3r | Stef Clement    | 1 pts |

## Classificació de l'etapa
|     | Ciclista        | Equip                 | Temps      |
| --- | --------------- | --------------------- | ---------- |
| 1.  | Mark Cavendish  | Team Columbia-HTC     | 4h 30' 02" |
| 2.  | Tyler Farrar    | Garmin-Slipstream     | m. t.      |
| 3.  | Romain Feillu   | Agritubel             | m. t.      |
| 4.  | Thor Hushovd    | Cervélo TestTeam      | m. t.      |
| 5.  | Yukiya Arashiro | Bbox Bouygues Telecom | m. t.      |
| 6.  | Gerald Ciolek   | Milram                | m. t.      |
| 7.  | William Bonnet  | Bbox Bouygues Telecom | m. t.      |
| 8.  | Nicolas Roche   | AG2R La Mondiale      | m. t.      |
| 9.  | Koen de Kort    | Skil-Shimano          | m. t.      |
| 10. | Lloyd Mondory   | AG2R La Mondiale      | m. t..     |

## Classificació general
|    | Ciclista          | Equip             | Temps      |
| -- | ----------------- | ----------------- | ---------- |
| 1  | Fabian Cancellara | Team Saxo Bank    | 4h 49' 34" |
| 2  | Alberto Contador  | Team Astana       | + 18"      |
| 3  | Bradley Wiggins   | Garmin-Slipstream | + 19"      |
| 4  | Andreas Klöden    | Team Astana       | + 22"      |
| 5  | Cadel Evans       | Silence-Lotto     | + 23"      |
| 6  | Levi Leipheimer   | Team Astana       | + 30"      |
| 7  | Roman Kreuziger   | Liquigas          | + 32"      |
| 8  | Tony Martin       | Team Columbia-HTC | + 33"      |
| 9  | Vincenzo Nibali   | Liquigas          | + 37"      |
| 10 | Lance Armstrong   | Team Astana       | + 40"      |

## Classificacions annexes

### Classificació per punts
| Classificació per punts | Total  |
| ----------------------- | ------ |
| Mark Cavendish          | 35 pts |
| Tyler Farrar            | 30 pts |
| Romain Feillu           | 26 pts |

### Classificació de la muntanya
| Classificació de la muntanya | Total |
| ---------------------------- | ----- |
| Jussi Veikkanen              | 9 pts |
| Tony Martin                  | 5 pts |
| Cyril Dessel                 | 5 pts |

### Classificació del millor jove
| Classificació del millor jove | Total      |
| ----------------------------- | ---------- |
| Roman Kreuziger               | 4h 50' 06" |
| Tony Martin                   | + 1"       |
| Vincenzo Nibali               | + 5"       |

### Classificació per equips
| Classificació per equips | Total       |
| ------------------------ | ----------- |
| Astana Qazaqstan Team    | 14h 29' 52" |
| Team Saxo Bank           | + 31"       |
| Garmin-Slipstream        | + 44"       |

### Combativitat
- Stef Clement

## Abandonaments
No se'n produeix cap.